# Kiia
La Kiia  (en russe : Кия) est une rivière du sud-ouest de la Sibérie occidentale en Russie, longue de 548 km affluent gauche du Tchoulym (bassin de l'Ob).

## Géographie
Son bassin versant a une superficie de 32 200 km2.
Elle prend sa source dans l'Alataou de Kouznetsk dans l'oblast de Kemerovo. Elle naît à une hauteur de plus ou moins 1250 mètres, en tant quémissaire d'un petit lac situé sur le flanc nord du mont Medvedechtcha de 1 489 mètres de haut, dans l'Alataou de Kouznetsk, dans la partie est de l'Oblast de Kemerovo toute proche de la frontière avec le kraï de Krasnoïarsk. 
La rivière traverse la partie orientale des montagnes dans une vallée étroite jusqu'au village de Tchoumaï. À partir de cet endroit, la vallée s'élargit et la rivière poursuit son parcours vers le nord en faisant de nombreux méandres. Dans son cours inférieur, elle franchit la limite de l'Oblast de Tomsk.
Après avoir suivi ainsi une direction nord-nord-ouest sur l'ensemble de son parcours, elle se jette dans le Tchoulym, à une altitude de 99 mètres, à quelques kilomètres en amont de la ville d'Assino.  
La Kiia est prise par les glaces de novembre à avril.
Elle est navigable sur les 13 derniers kilomètres.

## Affluents
- de droite :
  - le Tiajine (Тяжин)
  - le Tchet (Четь)
- de gauche
  - le Koundat (Кундат)
  - le Kojoukh[1] (Кожух)
  - la Tcheboula (Чебула)
  - l'Antibès (Антибес)

## Villes traversées
La Kiia baigne la ville de Mariinsk.

## Hydrométrie - Les débits à Okouneïevo
Le débit de la Kiia a été observé pendant 40 ans (entre 1936 et 1999) à Okouneïevo, localité située à 34 kilomètres de son confluent avec le Tchoulym . 
Le débit inter annuel moyen ou module observé à Okouneïevo durant cette période était de 167 m3/s pour une surface de drainage prise en compte de 14 900 km2, soit moins de la moitié du bassin versant total de la rivière. En effet, les chiffres suivants n'incluent pas les données de son important affluent, le Tchet 

La lame d'eau écoulée dans cette partie du bassin atteint ainsi le chiffre de 343 millimètres par an, ce qui doit être considéré comme élevé dans le contexte du bassin de l'Ob, caractérisé par un écoulement généralement modéré. 
Rivière alimentée en grande partie par la fonte des neiges, mais aussi par les pluies en été et en automne, la Kiia est un cours d'eau de régime nivo-pluvial. 
Les hautes eaux se déroulent au printemps, d'avril à juin, avec un pic important en mai, ce qui correspond au dégel et à la fonte des neiges. Au mois de juin et de juillet, le débit baisse fortement, mais se stabilise à un niveau satisfaisant tout au long du reste de l'été et de l'automne. En octobre on observe même un rebond du débit, de faible ampleur il est vrai, lié aux précipitations automnales.
Dès le mois de novembre, le débit de la rivière baisse à nouveau, ce qui mène à la période des basses eaux. Celle-ci a lieu de décembre à mars inclus et correspond aux gels de l'hiver qui s'abattent sur toute la Sibérie. 
Le débit moyen mensuel observé en mars (minimum d'étiage) est de 29,3 m3/s, soit un peu moins de 4 % du débit moyen du mois de mai (773 m3/s), ce qui souligne l'amplitude très élevée des variations saisonnières, même dans le contexte sibérien où les écarts sont souvent très importants. Ces écarts de débit mensuel peuvent encore être plus marqués d'après les années : sur la durée d'observation de 40 ans, le débit mensuel minimal a été de 9,75 m3/s en mars 1974, tandis que le débit mensuel maximal s'élevait à 1 120 m3/s en mai 1964.
En ce qui concerne la période estivale, la plus importante car libre de glaces (de mai à octobre inclus), le débit minimal observé a été de 16,0 m3/s en octobre 1978. Un débit mensuel estival inférieur à 23 m3/s est cependant fort exceptionnel.  